# Pont de la Porte-de-France
Pont de la Porte de France - Kofi-Annan
Le pont de la Porte de France (pont de la porte de France - Kofi-Annan, depuis le 14 mai 2019) est un ouvrage en béton armé à poutres continues sous chaussée, situé à l'entrée de la ville de Grenoble, en Isère. 
L'ouvrage franchit l'Isère, une piste en lande et une voie communale et supporte la ligne E du tramway grenoblois ainsi que la D1075

## Dénomination
Le 14 mai 2019, le conseil municipal de la ville de Grenoble a décidé d'ajouter le nom de l'ancien secrétaire général de l'ONU, Kofi Annan, décédé en août 2018 au pont de la Porte de France. Cette décision s'est concrétisée avec la pose d'une plaque à l'entrée du pont (côté centre-ville), le jour de l'inauguration.

## Historique du site

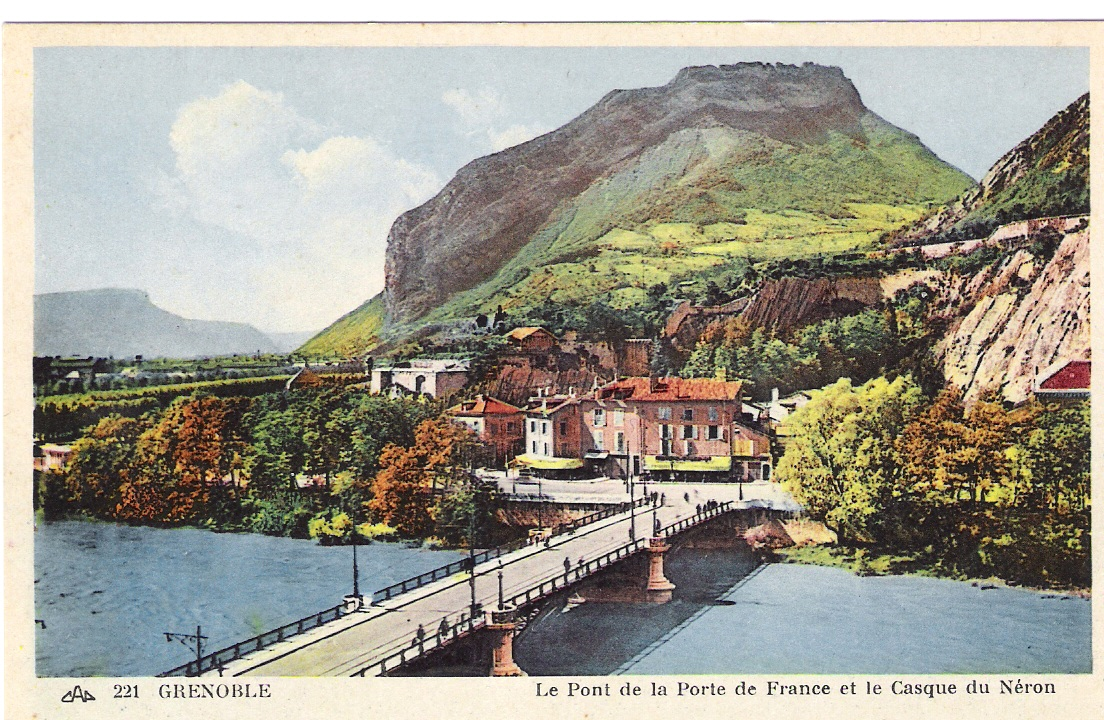
Pont métallique de 1893. Á l'arrière plan le mont Néron.

La première version du pont de la Porte de France était un ouvrage métallique de type Eiffel datant de 1893, situé un peu en amont du pont actuel. Son nom provient de la porte monumentale située à proximité et construite en 1620 dans le cadre de la fortification de la ville par le duc de Lesdiguières.
Ce pont métallique partant de la place de la Bastille et aboutissant à la porte de France était composé de trois travées à arcs multiples sous chaussée. À cause de la corrosion et d'une taille de l'ouvrage inadaptée au trafic de plus en plus intense, il fut décidé de le reconstruire plutôt que de le réaménager. Le pont actuel à deux fois deux voies a été construit par l'entreprise PELNARD - CONSIDERE et Cie de 1956 à 1958.
En janvier 2012, dans le cadre de la construction de la ligne E du tramway de Grenoble, le SMTC commence la construction d'un nouveau pont accolé à celui existant, qui reste dévolu à la circulation automobile. Il est actuellement surplombé par un espace vert public de la ville, le jardin des Dauphins.

## Programme d'exécution des travaux
Le pont de la Porte de France étant un atout majeur de la circulation, on ne pouvait le détruire puis reconstruire le nouveau pont, ceci aurait demandé d'interrompre le trafic pendant une trop longue durée. C'est pourquoi il a été choisi de procéder dans l'ordre aux constructions de :
- culée rive droite
- piles dans l'Isère
- moitié aval de la culée rive gauche
- moitié aval du tablier

Ainsi, une voie de circulation était ouverte aux automobilistes tandis que les poids lourds étaient déviés vers un autre pont. On peut donc détruire l'ancien pont et finir les travaux sur le nouvel ouvrage avec la moitié amont de la culée rive gauche et enfin la moitié amont du tablier. De plus, on remarque que la moitié amont de la culée rive gauche coïncide avec la culée rive gauche de l'ancien pont.

## Situation et description

### Situation et accès
Le pont relie la rive droite de l'Isère (quai de France) à sa rive gauche (place Hubert-Dubedout). Il permet aux voitures et aux autres véhicules de rejoindre l'Esplanade de Grenoble, lieu où est organisé chaque année la foire des Rameaux. Il est desservi par le réseau de tramway de Grenoble.

### Description de l'ouvrage
Le pont de la Porte de France - Kofi-Annan est composé de trois tabliers indépendants. Deux d'entre eux sont formés de caissons et portent les trottoirs, les caissons servant à faire passer des canalisations (EDF, gaz, PTT, eaux).

Chacun de ces deux tabliers a une largeur de 4,1 m.

Le tablier central est lui formé de cinq poutres en béton armé reliées par le hourdis et des entretoises séparées de 7 m environ. Il est large de 11,55 m. 
L'ensemble, long de 109,1 m, est découpé en trois travées de 28,50 m, 48,00 m et 28,50 m.

### Particularités techniques

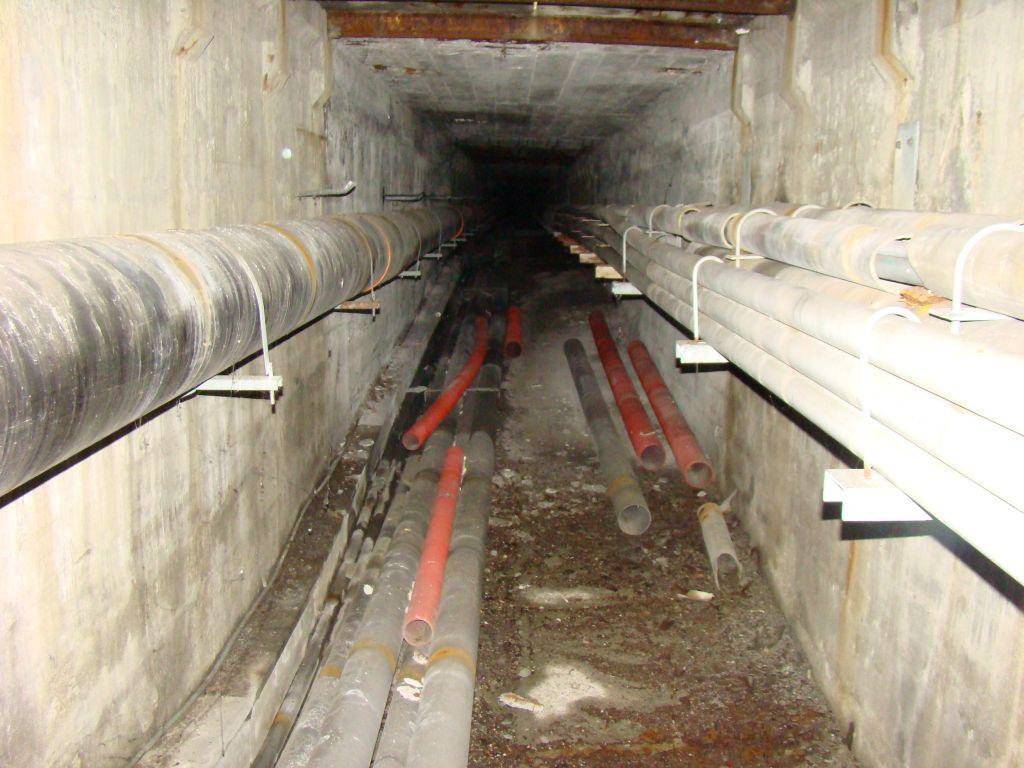
Intérieur du caisson

Le premier pont de la Porte de France était, comme la plupart des ponts, implanté perpendiculairement aux deux rives, pour avoir la plus petite distance à franchir et ainsi réaliser des économies.

Le pont actuel présente un biais de 70 grades par rapport à l'axe de l'Isère, pour des raisons esthétiques mais aussi pour faciliter la circulation. En effet, l'entrée dans la ville depuis la route de Lyon se faisait par un virage en angle droit, ce qui n'était pas satisfaisant.
Aujourd'hui, le pont débouche sur l'axe d'une place circulaire (Place Hubert-Dubedout) à laquelle se raccordent 6 grandes avenues de l'agglomération grenobloise.
Les courbes d'intrados et d'extrados sont parallèles aux appuis côté culée.

Les tangentes aux deux courbes d'intrados, au niveau des appuis sur pile, sont quasiment symétriques par rapport à l'axe de la pile.

Transversalement, les trottoirs ont une pente de 2 % dirigée non pas vers la chaussée, mais vers l'extérieur, où l'eau de pluie est recueillie par un caniveau. De cette manière, la corniche est abaissée de 16 cm, ce qui affine la silhouette du pont.

Aux extrémités on peut voir des raccordements supportés par une poutre biaise ancrée dans la poutre de rive principale, pour que la distribution du trafic puisse être fluide.

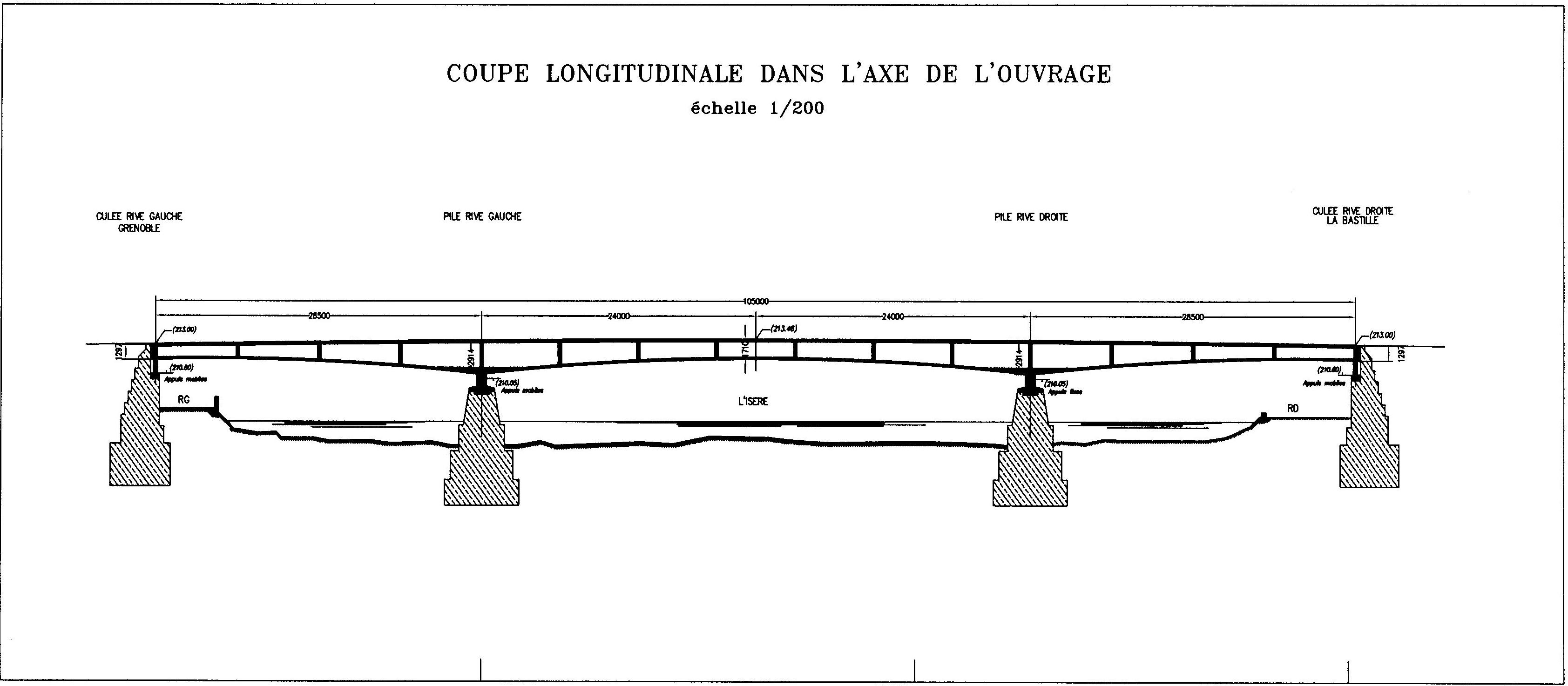
Coupe longitudinale

## Fondations et les appuis

### Fondations

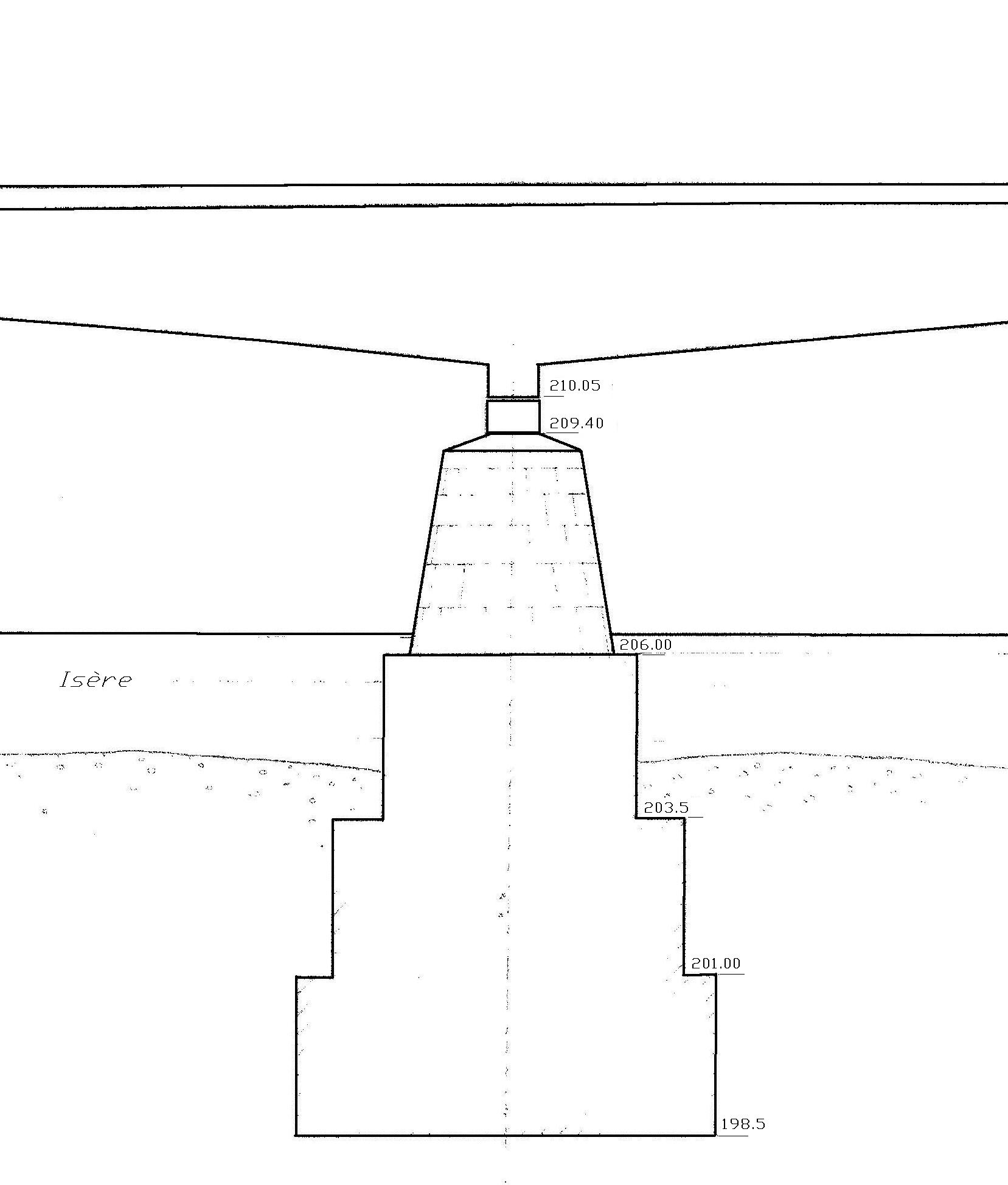
Détail pile de pont

Les études géotechniques ont montré qu'un sol graveleux excellent pour la portance s'étendait jusqu'à 30 m de profondeur. 
Pour couler le béton à sec, des enceintes de palplanches de 12 m ont été utilisées, ainsi qu'une pompe de débit horaire 500 m3/h pour assécher l'intérieur du batardeau.
Habituellement, pour ne pas avoir de problème au moment de la pose de la dernière palplanche, on réalise l'enceinte avant de l'enfoncer dans l'eau et de battre chaque palplanche en « touche de piano ». Ici, l'entreprise a battu complètement toutes les palplanches puis a continué le rideau sur une longueur de 3 m, collé aux autres palplanches pour assurer une étanchéité partielle.
Un réseau de drainage a été créé en fond de fouille pour concentrer l'eau à un endroit où la pompe pourrait faire son travail sans aspirer les fines du sol et ainsi réduire sa qualité.
Le béton a été coulé en laissant des tubes dans les massifs, de manière à injecter sous la fondation un mortier ayant pour but de combler le réseau de drainage et de renforcer le sol, à raison de 150 à 200 m3 de mortier sous chaque massif.
Les massifs ont une hauteur de 7,5 m dont 5,5 m environ et sont enterrés dans le sol de l'Isère.

### Appuis: piles et culées

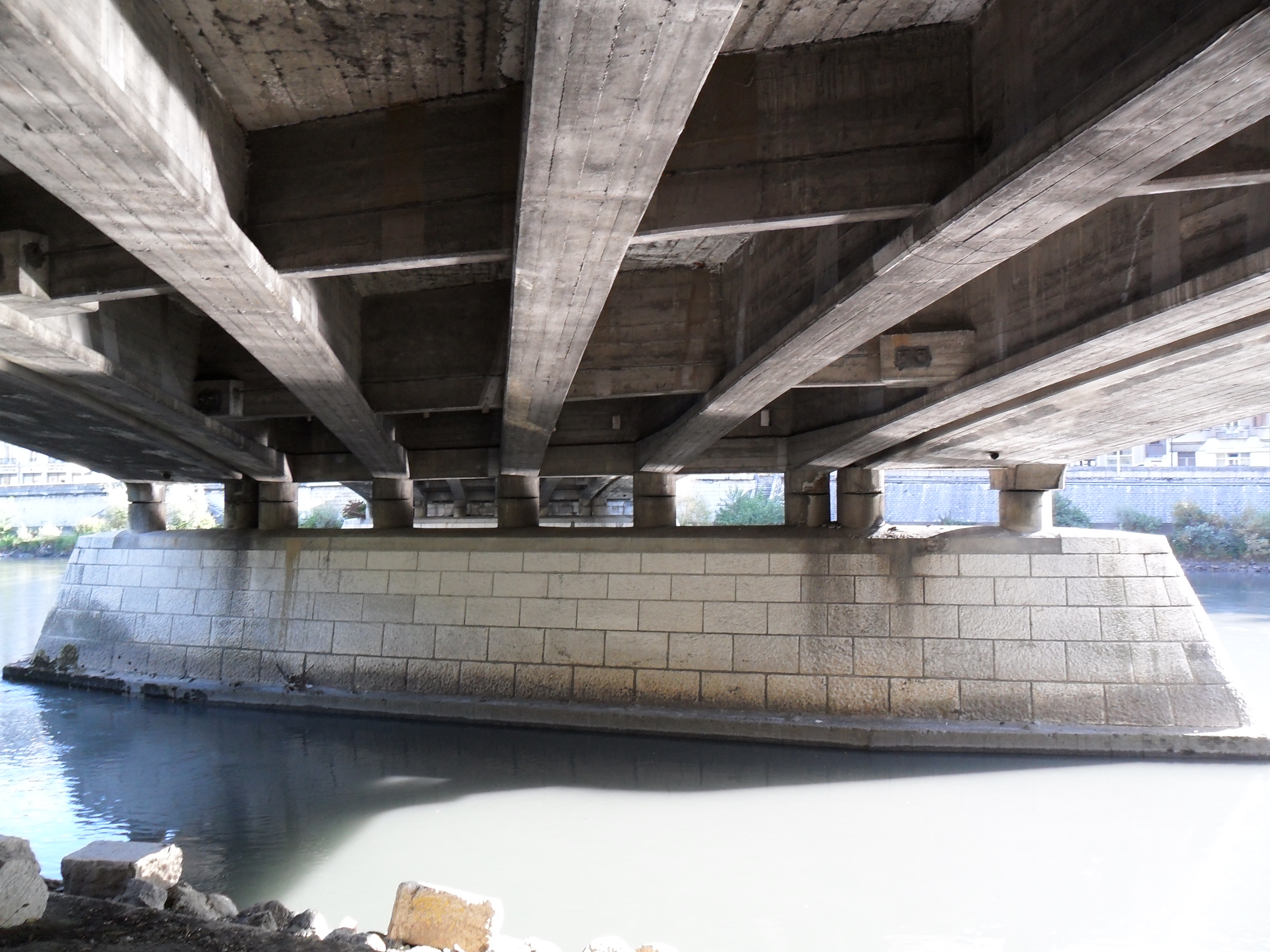
Pile rive droite du pont

Les appuis vont transmettre les charges reprises par le tablier (son poids propre, celui des véhicules) aux piles, qui elles vont les transmettre aux massifs de fondation. 
Les appuis sur la pile rive gauche sont des appuis fixes, tandis que sur les culées et la pile rive droite ils sont mobiles.

Les piles du Pont de la Porte de France sont ovoïdes, ce qui permet à l'eau de mieux s'écouler, et recouvertes de pierres de parement.

#### Appareils d'appui
Les appareils d'appui sont des biellettes en béton armé arrondies à leur extrémité supérieure pour permettre les mouvements de rotation du tablier. Ils ont été laissés apparents pour des raisons d'esthétique.
La différence entre les appuis mobiles et les appuis fixes est que ces derniers sont encastrés dans la pile.
Il est prévu de remplacer les biellettes par des appuis à pot pour des raisons d'usure.

Pour ce faire, il faudrait vériner l'ouvrage pour le soulever et procéder au remplacement des appuis. Le problème qui se pose est que la pile n'a été ferraillée qu'en dessous des biellettes, or les vérins doivent être positionnés entre chaque biellette, ce qui fait que la pile non ferraillée ne pourra pas reprendre des efforts trop intenses, il faudrait alors piquer le béton sur la pile pour l'armer.

## Précontrainte
Le tablier n'a pas été construit en béton précontraint, cependant il a été nécessaire en 1976 de réaliser une précontrainte sur chaque entretoise pour le passage d'un convoi exceptionnel.
Pour cela on tend des câbles entre chaque poutre que l'on ancre grâce à des pièces en acier dans les entretoises.

De cette façon, le béton est déjà comprimé et la flexion transversale apportée par une charge exceptionnelle ne fera travailler le béton que très peu en traction.

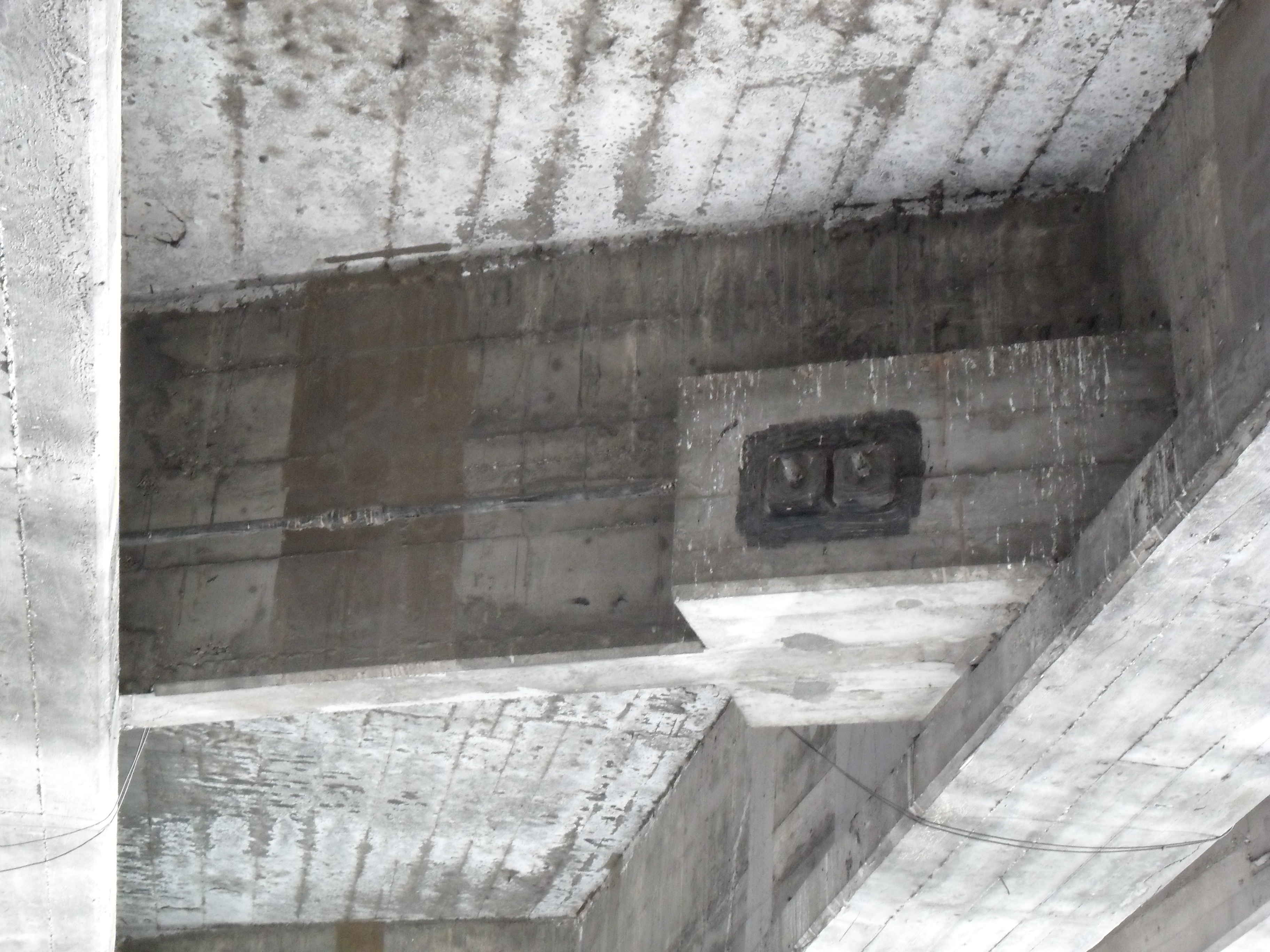
Précontrainte entretoises
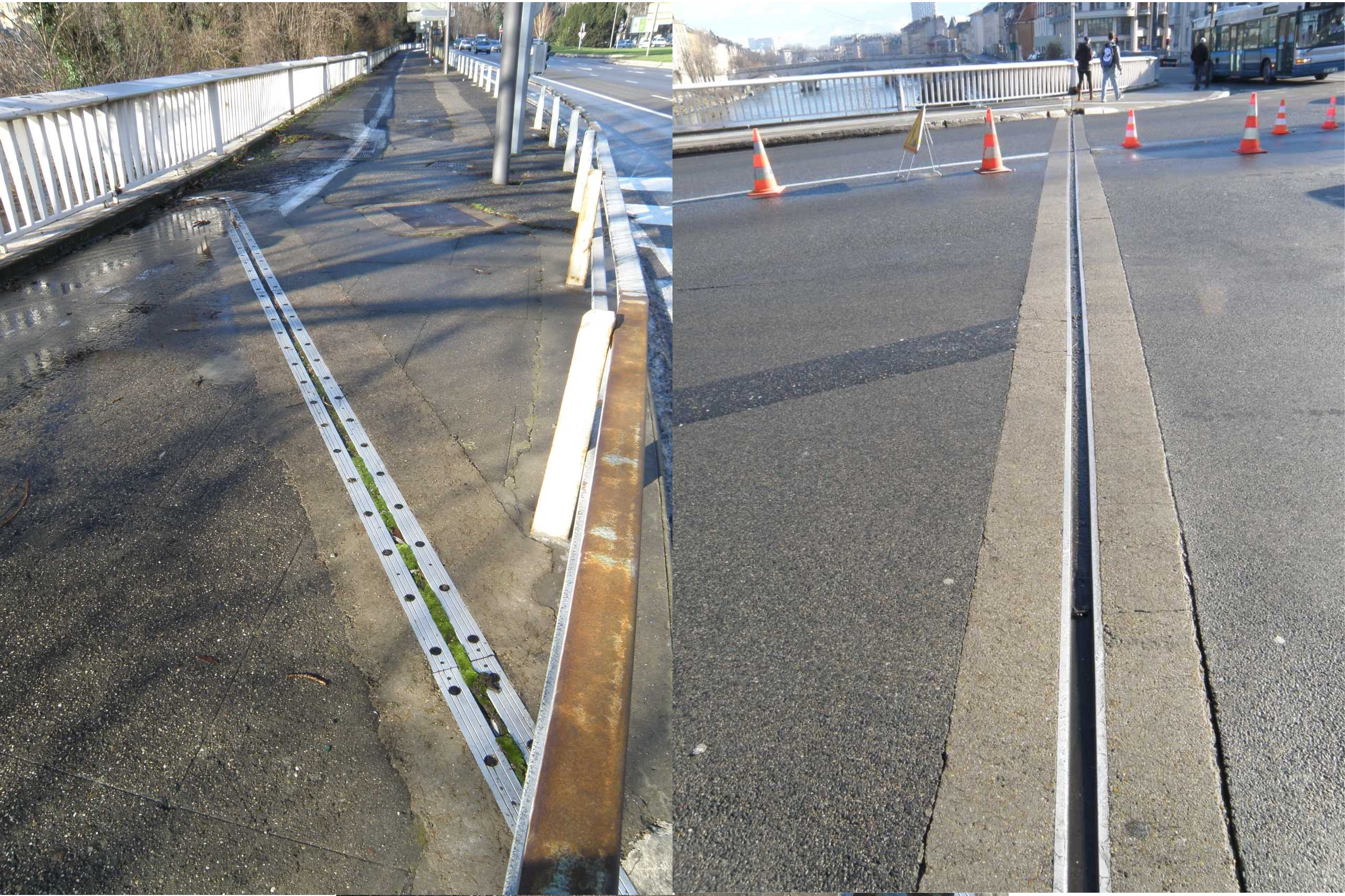
Joints de dilatation

### Étanchéité
Comme sur la plupart des ponts, une étanchéité se situe en dessous de la couche de roulement pour éviter que l'eau ne s'infiltre et détériore le béton des poutres et des caissons.
Cependant, sur le pont de la Porte de France, les trois tabliers étant indépendants, l'eau s'écoule entre chaque tablier et à cause de son acidité, attaque le béton. Il est prévu de mettre en place des plaques d'acier de quelques centimètres de haut afin que l'eau ruisselle contre l'acier et qu'en s'égouttant, elle ne touche pas le béton.

### Joints de dilatation
Les joints de dilatation, situés de part et d'autre du pont sur toute sa largeur, permettent au béton de se dilater ou de se déplacer sans craindre une défaillance structurale. Également appelés joints de chaussée, ils sont plus ou moins fragiles à cause du trafic, qui use la partie métallique (risque de soulèvement d'une partie de la plaque) et le béton qui l'entoure (risque de fissuration).
Dans le cas présent, nous avons des joints à hiatus, refaits en 1998 à la suite d'une inspection de 1996.

## Nouveau pont accolé du tramway
L'extension du pont destinée aux tramways est accolée au pont routier existant afin de ne pas pénaliser la circulation automobile. Elle a été achevée en 2013, et véritablement opérationnelle à la mise en service de la ligne E du tramway en juin 2014. Sur des piles de pont élargies, deux poutres métalliques sont disposées et reçoivent des dalles de béton préfabriquées qui constituent le tablier du pont. Ces dalles supportent les rails et le platelage de bois qui habille les voies du tramway. Après travaux, l'aspect définitif donne l'illusion d'un pont unique. L'ensemble est 11 mètres plus large que le seul pont routier d'origine et a une largeur totale de 31 mètres.